# Matiaška
Matiaška est un village de Slovaquie situé dans la région de Prešov.

## Histoire
Première mention écrite du village en 1363.

## Démographie

### Évolution de la population
| Année:               | 1994. | 2004.   | 2014.   | 2024.   |
| -------------------- | ----- | ------- | ------- | ------- |
| Nombre de personnes: | 273   | 270     | 286     | 291     |
| Différence:          |       | -1,09 % | +5,92 % | +1,74 % |

| Année:               | 2023. | 2024.   |
| -------------------- | ----- | ------- |
| Nombre de personnes: | 293   | 291     |
| Différence:          |       | -0,68 % |